# Contre-offensive (film)
Pour les articles homonymes, voir Contre-offensive.

Contre-offensive (Fugitive Mind) est un film américain réalisé par Fred Olen Ray, sorti directement en vidéo en 1999.

## Fiche technique
- Titre original : Fugitive Mind
- Titre français : Contre-offensive
- Réalisateur : Fred Olen Ray
- Scénario : Tripp Reed & Sean McGinly
- Musique : Paul Di Franco
- Producteurs : Les Nordhauser
- Genre : Science-fiction
- Durée : 94 minutes
- Sortie : 1999
  - Sortie en DVD : 2004

## Distribution
- Michael Dudikoff : Robert Dean
- Michele Greene : Robyn
- Heather Langenkamp : Suzanne Hicks
- Ian Ogilvy : Dr Grace